# Chromatomyia flavida
Chromatomyia flavida är en tvåvingeart som beskrevs av Spencer 1986. Chromatomyia flavida ingår i släktet Chromatomyia och familjen minerarflugor.
Artens utbredningsområde är Colorado. Inga underarter finns listade i Catalogue of Life.